# Primera Batalla de Zauiya
La batalla de Zauiya fue un enfrentamiento armado que transcurrió del 24 de febrero al 10 de marzo de 2011 que se llevó a cabo en la ciudad de Zauiya, muy cercana a Trípoli, entre las fuerzas rebeldes y las fuerzas leales al líder libio Muamar el Gadafi. Ambos bandos lucharon por el control de la ciudad. Las fuerzas leales a Gadafi es la brigada Khamis, comandada por su hijo Khamis al Gaddafi y una brigada del ejército leal al dictador libio.

## Antecedentes
Las fuerzas rebeldes libias se habían extendido por todo el este del país y en las ciudades cercanas a Trípoli. Ciudades y pueblos enteros se rebelaron a la opresión del régimen de Gadafi. La rebelión empezó en el este del país donde con ardua lucha han caído a manos de los rebeldes bastión por bastión después de superar duros enfrentamientos contra las fuerzas pro-gadafi. 
En el oeste la lucha fue igual de dura pero varias ciudades lograron rebelarse como Misurata y Zauiya.

## Batalla

### 24 de febrero
Esta se inició el día 24 de febrero de 2011, cuando tropas pro Gadafi abrieron fuego contra una mezquita cuando un grupo de manifestantes después de la celebración religiosa se disponía hacer una sentada y protestar contra el régimen del Gadafi. Abrieron fuego contra la multitud y con baterías antiaéreas dispararon contra el minarete de la mezquita de la ciudad, esto provocó la indignación de la gente que salieron a protestar en la Plaza de los Mártires de la ciudad. Ese mismo día fuerzas rebeldes iniciaron el ataque a la ciudad.

### 26 de febrero
Las fuerzas del gobierno libio abrieron fuego contra los manifestantes antigubernamentales y los trabajadores inmigrantes egipcios. 
En este punto, la mayor parte de la ciudad estaba bajo control de los rebeldes. Sin embargo, las fuerzas de seguridad controlaban zonas circundantes y habían establecido puestos de control en las afueras. Además, algunos milicianos y fuerzas de seguridad del gobierno todavía estaban presentes en la ciudad y al menos fue visto un tanque.  24 combatientes rebeldes murieron durante los dos días anteriores de la lucha.

### 28 de febrero
Las tropas gubernamentales llevaron a cabo un contraataque contra la ciudad con 200 soldados que venían del este, con el apoyo de francotiradores, tanques y artillería. El primer ataque se produjo apenas después de la medianoche, cuando los soldados leales trataron de entrar por la puerta este de la ciudad en camionetas pick-up. El ataque fue repelido por los rebeldes y por la tarde, un segundo ataque de tres camiones más trató de romper la línea de defensa a través de la entrada oeste de la ciudad. Dos de los camiones fueron destruidos. Al mismo tiempo, otras seis camionetas atacaron de nuevo la puerta oriental. Dos de ellas fueron capturadas por las fuerzas rebeldes. Durante los enfrentamientos un tanque fue dañado por una granada propulsada por cohete. Después de seis horas de combate, las tropas gubernamentales fueron incapaces de recuperar la ciudad. 10 soldados murieron en los combates callejeros y 12-14 fueron capturados, de los cuales ocho cambiaron de bando y se unieron a las fuerzas de los rebeldes.

### 2 de marzo
Las fuerzas rebeldes lanzan un ataque para romper el sitio del gobierno de Gadafi sobre la ciudad, en este punto los alimentos y medicinas empiezan a escasear en la ciudad.

### 4 de marzo
La lucha se reinicia por parte de las fuerzas pro Gadafi, una vez más bombardearon a los rebeldes con morteros, ametralladoras pesadas, cañones antiaéreos y un bombardeo de artillería prolongada procedentes de al menos ocho lanzadores de misiles. Las tropas atacaron a ambos lados de la ciudad. En la lucha inicial, el comandante de las fuerzas rebeldes, el coronel Hussein Darbouk, fue muerto junto con tres rebeldes más. 
Más tarde, el número de víctimas se elevó hasta 50 muertos y 300 heridos ese día. Dos soldados del gobierno también murieron en combate. 
Durante la noche, los rebeldes fueron empujados de vuelta a la plaza central de Zawiyah, donde se estaban preparando para hacer una última resistencia. 
Las fuerzas del Gobierno afirmó haber capturado 31 tanques, 19 vehículos blindados y otras armas personales, incluidos lanzacohetes y armas anti-aviones que fueron utilizados por los rebeldes pero no han logrado conquistar la ciudad.

### 5 de marzo
Los tanques de Gaddafi entran en Zauiya, pero no logran conquistar la ciudad pues fueron duramente repelidos por las fuerzas rebeldes. El ejército leal al dictador estableció múltiples controles alrededor de la ciudad y en las comunicaciones entre ésta y Trípoli. 
Los combates se sigue librado en esta localidad. Aunque el gobierno informa de la reconquista del lugar en una nota sin confirmar.

### 9 de marzo
Parece ser que el día 9, las tropas leales tomaron finalmente Zauiya tras duros combates casa por casa.

## Consecuencias
Tropas leales al líder libio Muammar el Gaddafi se enfrentaron en una batalla el sábado 11 de junio de 2011 con rebeldes en la ciudad de Zawiyah, dijeron algunos testigos, cerrando la carretera costera que vincula a la capital Trípoli con Túnez.
En Zawiyah, a 50 kilómetros de la capital de Libia, los enfrentamientos causaron la muerte de 13 combatientes y civiles el sábado 11 de junio y los choques continuaban por segundo día el domingo 12 de junio, según le dijo a la agencia Reuters un portavoz insurgente en la ciudad.
La carretera principal y la vía de suministro desde Trípoli a la frontera de Túnez fue parcialmente cerrada. Se cree que los combatientes rebeldes recuperaron el control de la ciudad Zawiya, una terminal petrolera importante en la parte oeste del país.